# Al-Batina du Sud
Al-Batina du Sud (ou Janūb ash Sharqīyah) est un gouvernorat du sultanat d'Oman situé sur la côte nord bordant le golfe d'Oman. Il est issu de scission de la région (mintaqat) d'Al-Batina par la réforme du 28 octobre 2011 :
La capitale est Rustaq (75 000 habitants). 

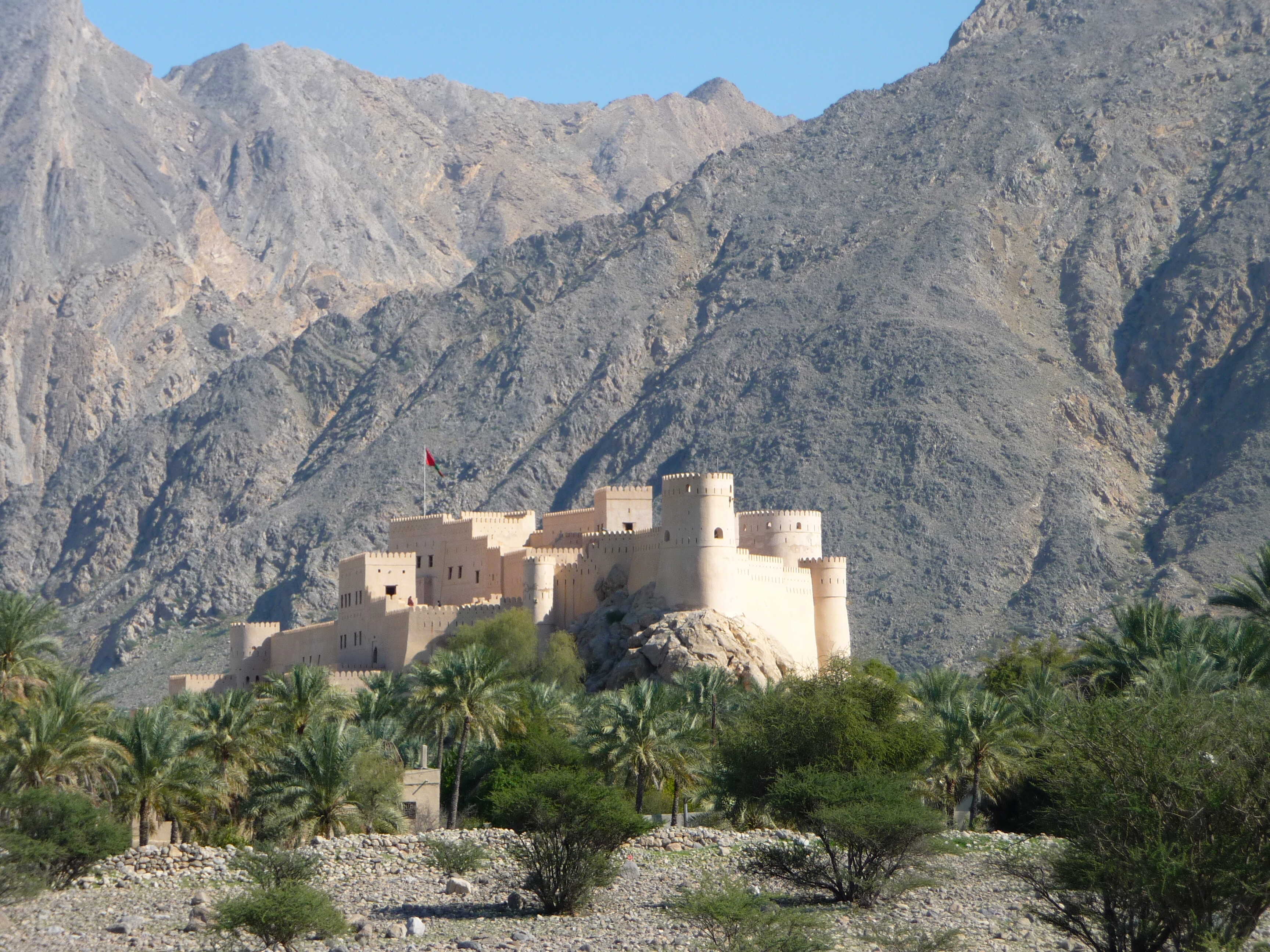
Fort An-Nakhal (Région d'Al-Batinah, Oman)

Ce gouvernorat regroupe les wilayas suivantes :
- Ar Rustaq, Al Rostaq
- Al Awabi
- Nakhal / Nakhl
- Wadi Al Maawil
- Barka
- Al Musanaah